# Diócesis de Alguer-Bosa
La diócesis de Alguer-Bosa (en latín: Dioecesis Algarensis-Bosanensis y en italiano: Diocesi di Alghero-Bosa) es una circunscripción eclesiástica de la Iglesia católica en Italia. Se trata de una diócesis latina, sufragánea de la arquidiócesis de Sassari. Desde el 31 de enero de 2011 su obispo es Mauro Maria Morfino, de la Pía Sociedad de San Francisco de Sales.

## Territorio y organización

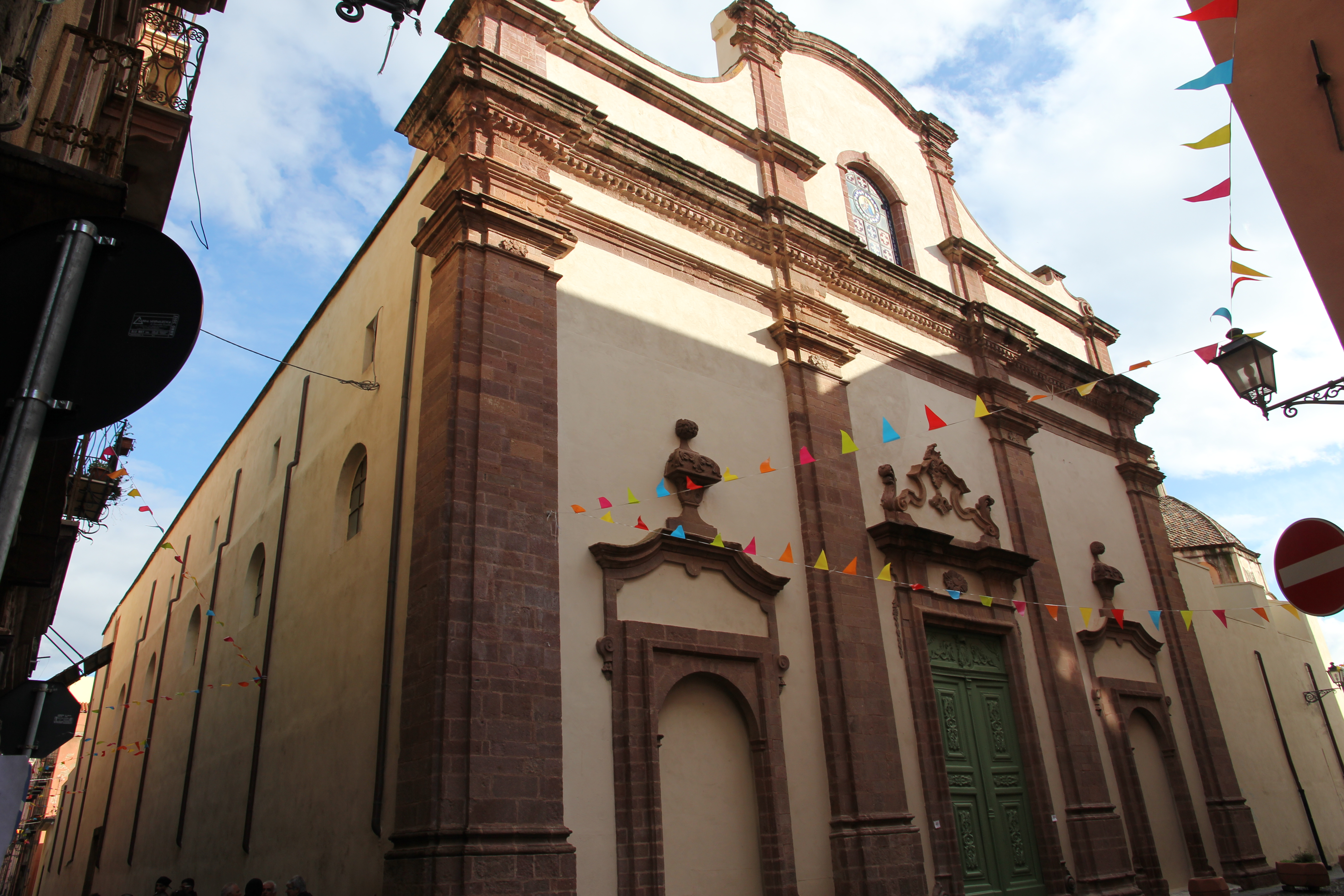
Concatedral de la Santísima Virgen Inmaculada, en Bosa

La diócesis tiene 2014 km² y extiende su jurisdicción sobre los fieles católicos de rito latino residentes en parte de la región de Cerdeña, comprendiendo:
- en la provincia de Nuoro 10 comunas: Birori, Bolotana, Borore, Bortigali, Dualchi, Lei, Macomer, Noragugume, Silanus y Sindia;
- en la provincia de Oristán 19 comunas y una fracción: Aidomaggiore, Boroneddu, Bosa, Cuglieri, Flussio, la fracción de Zuri, Magomadas, Modolo, Montresta, Norbello, Sagama, Santu Lussurgiu, Scano di Montiferro, Sedilo, Sennariolo, Soddì, Suni, Tadasuni, Tinnura y Tresnuraghes;
- en la provincia de Sácer 11 comunas: Alguer, Mara, Monteleone Rocca Doria, Olmedo, Padria, Pozzomaggiore, Putifigari, Romana, algunas áreas de la Nurra di Sassari, Semestene, Uri y Villanova Monteleone.

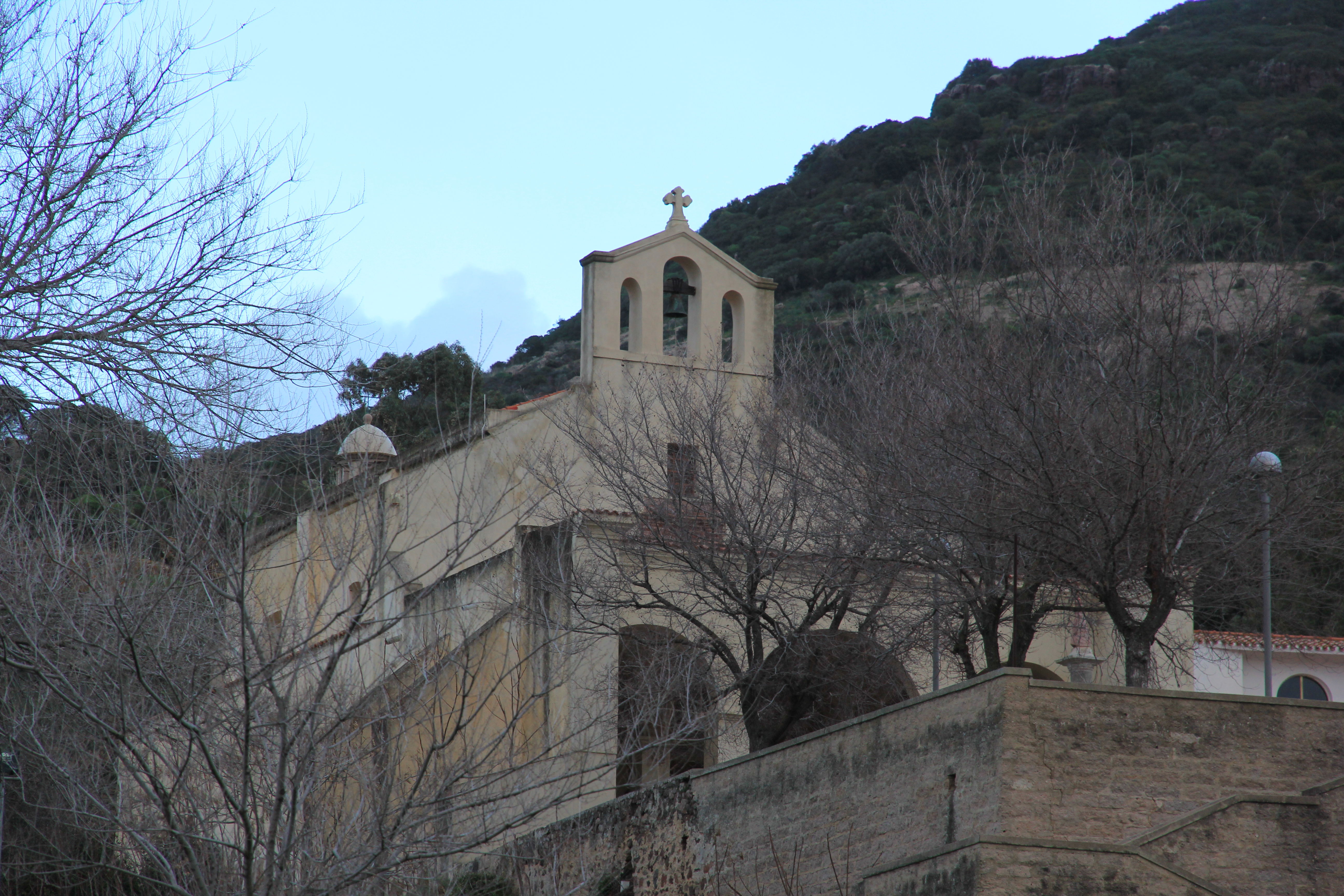
Santuario de Nuestra Señora de Valverde, cerca de Alguer

La sede de la diócesis se encuentra en la ciudad de Alguer, en donde se halla la Catedral de Santa María Inmaculada y a 7 km el santuario de Nuestra Señora de Valverde. En Bosa se encuentra la Concatedral de la Santísima Virgen Inmaculada y a 2 km la excatedral de San Pedro (exdiócesis de Bosa). En Cuglieri la basílica de Santa María de la Nieve.

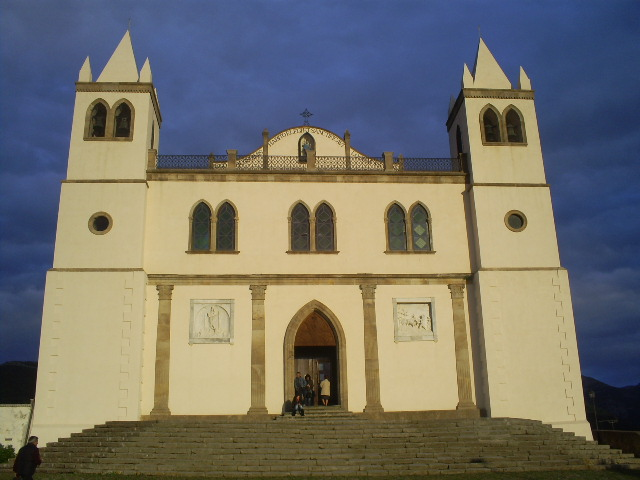
Basílica de Santa María de la Nieve, en Cuglieri

En 2022 en la diócesis existían 61 parroquias agrupadas en 3 foranías: Alghero, Bosa y Macomer.

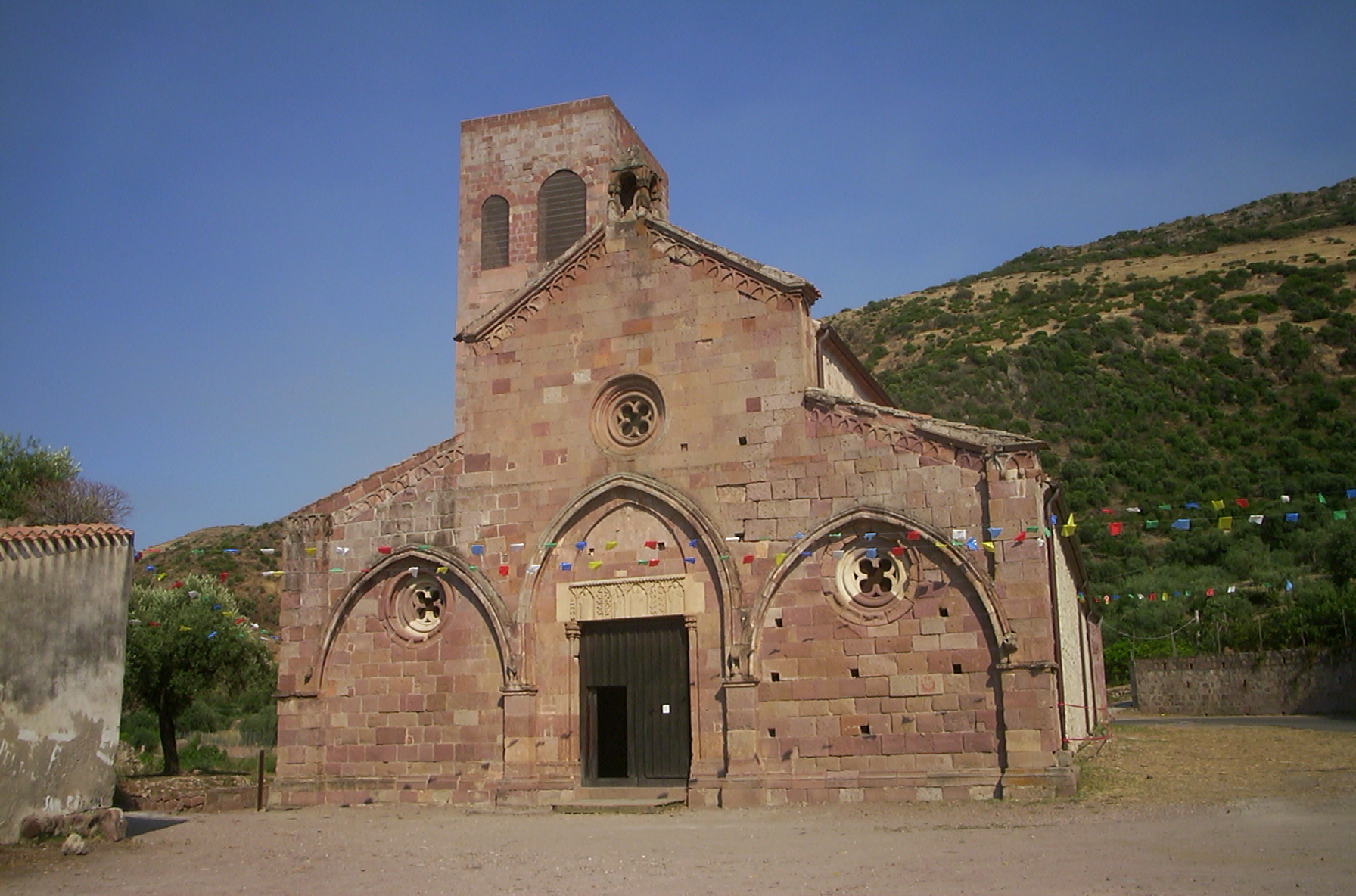
Excatedral de San Pedro, cerca de Bosa

## Historia

### Cornus
La diócesis medieval de Bosa tiene su origen en la antigua diócesis de Cornus, ciudad púnico-romana que, según el Itinerario de Antonino, estaba a medio camino entre Bosa y Tharros, a lo largo de la costa centro-occidental de Cerdeña. La presencia de una diócesis está atestiguada aquí por primera vez en el siglo V, cuando Bonifacio de Senafer participó, junto con otros obispos sardos, en el concilio convocado en Cartago en el año 484 por el rey vándalo Hunerico. Hoy en día todos los historiadores identifican a Senafer con la antigua Cornus, cuya diócesis fue erigida probablemente entre finales del siglo IV y principios del V, como indican los datos arqueológicos.
En una carta dirigida por Gregorio Magno al metropolitano de Cagliari, Ianuarius, se mencionan todos los obispos de la isla, sin hacer referencia, sin embargo, a la sede a la que pertenecían. Es probable que uno de ellos fuera obispo de Cornus. Finalmente, la Iglesia de Cornus está atestiguada todavía en el siglo VII, cuando el obispo Boecio, obispo de la Sancta ecclesia Cornensis, participó en el concilio convocado en Roma por el papa Martín I en 649. La diócesis terminó con la ocupación sarracena de la isla, que provocó la desaparición de todas las estructuras cristianas. Las excavaciones arqueológicas han sacado a la luz, en la localidad de Columbaris, aproximadamente a un kilómetro de Cornus, una insula episcopalis, constituida por los restos de una basílica con pila bautismal y otros edificios utilizados para fines religiosos y residenciales.

### Bosa
En el siglo XI, en la época del papa Alejandro II, la Iglesia de Cerdeña se reformó con la creación de nuevas diócesis. Entre estas se encontraba la diócesis de Bosa, que incorporaba el territorio de la antigua diócesis de Cornus, incluida en el juzgado de Torres. La nueva sede limitaba al norte con la arquidiócesis de Torres, de la que era sufragánea, al este con la diócesis de Ottana y al sur con la arquidiócesis de Oristán.
El primer obispo documentado históricamente es Costantino de Castra, quien en 1073 consagró la primitiva catedral dedicada a San Pedro, y que en el mismo año fue nombrado metropolitano de Torres por el papa Gregorio VII.
Durante los siglos XII y XIII la diócesis vio la llegada de varias órdenes religiosas; entre estas, están atestiguados los benedictinos casineses en Ferrughesu di Suni, los camaldulenses en Scano Montiferro y en Pozzomaggiore, y los cistercienses en Sindia y en Garaveta di Bosa.
En el siglo XIV el original pueblo de Bosa fue despoblado en favor de la localidad de Serravalle, donde la familia Malaspina, de origen toscano, hizo construir el nuevo castillo. Los obispos también trasladaron allí su sede y la iglesia de Santa María se convirtió en la nueva catedral de la diócesis.
Dos obispos de Bosa, Baltasar de Heredia y Vincenzo de Leone, participaron en el Concilio de Trento en el siglo XVI. El primero tuvo la oportunidad de intervenir en varias ocasiones en debates teológicos sobre el pecado original, la justificación y la Inmaculada Concepción de María. Entre los obispos postconciliares destacó especialmente Nicolò Canelles, que en 1580 imprimió nuevas constituciones para regular la vida y la disciplina del clero. Antonio Atzori celebró el primer sínodo diocesano en 1593. De estos se conocen quince, hasta finales del siglo XVIII.
Entre los siglos XVIII y XIX se instaló el seminario diocesano en las instalaciones del antiguo colegio jesuita, durante el episcopado de Giovanni Antonio Cossu, y la catedral fue reconstruida en la época del obispo Gavino Murru.
El 9 de marzo de 1803, coincidiendo con la restauración de la diócesis de Bisarcio, Bosa cedió 6 parroquias a la diócesis de Alguer, adquiriendo al mismo tiempo algunas pequeñas parroquias de la arquidiócesis de Oristán.
A mediados del siglo XIX la diócesis permaneció vacante durante 26 años, debido a que los reyes de Cerdeña no propusieron obispos. En 1855 algunos conventos diocesanos fueron expropiados por el Estado. Para poner fin a esta situación irregular, el papa Pío IX en 1871 nombró al nuevo obispo Eugenio Cano, sin esperar la presentación del gobierno de Saboya.

### Alguer
La diócesis de Alguer fue erigida el 8 de diciembre de 1503 mediante la bula Aequum reputamus del papa Julio II, que implementó una disposición de su predecesor Alejandro VI: con esta bula el papa suprimió las sedes episcopales de Castro y Bisarcio, que se unieron a la de Ottana, cuyo obispo al mismo tiempo trasladó su sede a Alguer, sustraída a la jurisdicción de los arzobispos de Torres.
La diócesis estaba formada por dos entidades territoriales no contiguas: la parte más grande estaba formada por el territorio de las antiguas sedes de Castro, Bisarcio y Ottana, en el centro-norte de la isla. Una parte de la diócesis estaba situada en la costa occidental y comprendía Alguer y su territorio, a una distancia de 90 a 150 kilómetros del resto de la diócesis. Esta situación, deseada «por los reyes de España que querían confirmar la importancia estratégica de Alguer también con obispos fieles a la corona», acabó creando problemas y dificultando la acción gubernamental y pastoral.
Pietro Parente, de Génova, fue el primer obispo que residió en Alguer y asistió al Concilio de Letrán V en 1512, desde la primera hasta la séptima sesión. La aplicación de las disposiciones relativas a la supresión de las antiguas sedes no fue inmediata y suscitó mucho descontento, sobre todo por parte del capítulo de Ottana, reacio a trasladarse a Alguer. De hecho, Pietro Parente aparece en el Concilio de Letrán todavía con el título de “obispo de Ottana”. Lo mismo hizo su sucesor, Juan Loaysa. Y fue recién en 1543, durante el episcopado de Pedro Vaguer, que el obispo de Alguer tomó posesión formal de las antiguas sedes de Castro, Bisarcio y Ottana. Pero el descontento debió durar mucho tiempo, porque en 1572 el papa Gregorio XIII tuvo que intervenir para confirmar y reiterar la supresión de las antiguas sedes episcopales.
Pedro del Frago Garcés (1566-1572) fue el primer obispo que residió permanentemente en la diócesis y pudo iniciar una normal actividad administrativa y pastoral, a la luz del Concilio de Trento: celebró dos sínodos diocesanos e inició la construcción de la catedral. Andrés Bacallar (1578-1604) es considerado el verdadero fundador de la diócesis: «En 1581 celebró un sínodo diocesano con orientaciones marcadamente pastorales: las actas, escritas en catalán y conservadas en forma manuscrita en el archivo diocesano, son también de gran interés literario y jurídico, porque representan el único texto de derecho eclesiástico sardo en lengua catalana; fundó el seminario (el segundo de toda la isla); trabajó para que los jesuitas abrieran un colegio con escuelas en Alguer (1588); terminó la construcción de la catedral que inauguró en 1593 y realizó nueve visitas pastorales».
Cuando Cerdeña pasó de España a Saboya (1718), la diócesis contó casi ininterrumpidamente con obispos piamonteses, bien preparados y dedicados a la actividad pastoral; Giuseppe Agostino Delbecchi construyó el nuevo seminario (1753); en 1790, Gioacchino Michele Radicati hizo publicar en lengua algueresa el catecismo de la doctrina cristiana.
Entre los siglos XVIII y XIX la diócesis perdió gran parte de su territorio interior: de hecho el 21 de julio de 1779 parte del territorio de la antigua diócesis de Ottana fue cedido en favor de la restauración de la diócesis de Galtellì-Nuoro (hoy diócesis de Nuoro) mediante la bula Eam inter coeteras del papa Pío VI; el 9 de marzo de 1803 fue cedido el territorio correspondiente al de las antiguas diócesis de Castro y Bisarchio en favor del restablecimiento de la sede de Bisarchio (hoy diócesis de Ozieri). Al mismo tiempo, su territorio fue ampliado en 1798 con 3 parroquias (Uri, Olmedo y Semestene) de la arquidiócesis de Sassari, y en 1803 con 6 parroquias (Mara, Monteleone, Padria, Pozzomaggiore, Romana y Villanova Monteleone) tomadas de la diócesis de Bosa. Estas adquisiciones permitieron la unión de la parte de la diócesis circundante a Alguer con lo que quedaba del territorio interior.
El 31 de diciembre de 1938, mediante decreto de la Congregación Consistorial, las parroquias de Orotelli, Ottana, Orani, Sarule y Oniferi pasaron a la diócesis de Nuoro.
El 25 de marzo de 1949, con la carta apostólica Augustissimum coeli, el papa Pío XII proclamó a la bienaventurada Virgen María de Valverde como patrona principal de la ciudad y de la diócesis, junto con san Miguel Arcángel como copatrono.

### Alguer-Bosa
El 18 de marzo de 1972 Francesco Spanedda, ya obispo de Bosa, fue nombrado también obispo de Alguer, uniéndose así las dos sedes in persona episcopi.
El 30 de septiembre de 1986, mediante el decreto Instantibus votis de la Congregación para los Obispos, la unión quedó plena y la diócesis asumió su nombre actual.

## Estadísticas
Según el Anuario Pontificio 2023 la diócesis tenía a fines de 2022 un total de 102 195 fieles bautizados.
| Año                                                                             | Población | Población | Población      | Sacerdotes | Sacerdotes | Sacerdotes | Católicos por sacerdote | Diáconos permanentes | Religiosos | Religiosos | Parroquias y cuasiparroquias |
| Año                                                                             | Católicos | Total     | % de católicos | Total      | Diocesanos | Regulares  | Católicos por sacerdote | Diáconos permanentes | Masculinos | Femeninos  | Parroquias y cuasiparroquias |
| ------------------------------------------------------------------------------- | --------- | --------- | -------------- | ---------- | ---------- | ---------- | ----------------------- | -------------------- | ---------- | ---------- | ---------------------------- |
| Diócesis de Alguer                                                              |           |           |                |            |            |            |                         |                      |            |            |                              |
| 1959                                                                            | 65 468    | 65 468    | 100.0          | 79         | 66         | 13         | 828                     |                      | 16         | 91         | 23                           |
| 1970                                                                            | 80 720    | 80 720    | 100.0          | 82         | 58         | 24         | 984                     |                      | 32         | 138        | 32                           |
| 1980                                                                            | 79 500    | 80 000    | 99.4           | 79         | 56         | 23         | 1006                    |                      | 28         | 126        | 35                           |
| Diócesis de Bosa                                                                |           |           |                |            |            |            |                         |                      |            |            |                              |
| 1949                                                                            | 35 524    | 35 524    | 100.0          | 68         | 44         | 24         | 522                     |                      | 27         | 84         | 22                           |
| 1959                                                                            | 37 500    | 37 500    | 100.0          | 76         | 47         | 29         | 493                     |                      | 31         | 114        | 22                           |
| 1970                                                                            | 35 000    | 35 000    | 100.0          | 73         | 44         | 29         | 479                     |                      | 39         | 126        | 21                           |
| 1980                                                                            | 37 740    | 37 740    | 100.0          | 44         | 39         | 5          | 857                     |                      | 5          | 106        | 22                           |
| Diócesis de Alguer-Bosa                                                         |           |           |                |            |            |            |                         |                      |            |            |                              |
| 1990                                                                            | 115 000   | 115 500   | 99.6           | 113        | 89         | 24         | 1017                    |                      | 25         | 198        | 61                           |
| 1999                                                                            | 106 300   | 106 910   | 99.4           | 97         | 78         | 19         | 1095                    | 3                    | 22         | 229        | 61                           |
| 2000                                                                            | 106 300   | 106 910   | 99.4           | 96         | 77         | 19         | 1107                    | 3                    | 20         | 229        | 61                           |
| 2001                                                                            | 106 300   | 106 900   | 99.4           | 93         | 72         | 21         | 1143                    | 3                    | 24         | 184        | 61                           |
| 2002                                                                            | 106 300   | 106 800   | 99.5           | 93         | 72         | 21         | 1143                    | 3                    | 24         | 184        | 61                           |
| 2003                                                                            | 106 000   | 106 200   | 99.8           | 97         | 79         | 18         | 1092                    | 3                    | 20         | 186        | 61                           |
| 2004                                                                            | 106 000   | 106 200   | 99.8           | 94         | 70         | 24         | 1127                    | 3                    | 26         | 185        | 61                           |
| 2006                                                                            | 106 050   | 106 250   | 99.8           | 99         | 72         | 27         | 1071                    | 8                    | 30         | 182        | 61                           |
| 2010                                                                            | 105 800   | 106 500   | 99.3           | 85         | 66         | 19         | 1244                    | 12                   | 22         | 155        | 61                           |
| 2012                                                                            | 106 900   | 107 600   | 99.3           | 84         | 63         | 21         | 1272                    | 12                   | 24         | 151        | 61                           |
| 2015                                                                            | 108 600   | 109 200   | 99.5           | 81         | 60         | 21         | 1340                    | 11                   | 22         | 139        | 61                           |
| 2018                                                                            | 109 206   | 109 760   | 99.5           | 78         | 56         | 22         | 1400                    | 12                   | 23         | 133        | 61                           |
| 2020                                                                            | 103 400   | 104 400   | 99.0           | 75         | 50         | 25         | 1378                    | 11                   | 26         | 130        | 61                           |
| 2022                                                                            | 102 195   | 103 153   | 99.1           | 67         | 50         | 17         | 1525                    | 10                   | 18         | 114        | 61                           |
| Fuente: Catholic-Hierarchy, que a su vez toma los datos del Anuario Pontificio. |           |           |                |            |            |            |                         |                      |            |            |                              |

## Episcopologio

### Obispos de Senafer-Cornus
- Bonifacio di Senafer † (mencionado en 484)
- Anónimo † (al tiempo del papa Gregorio Magno)
- Boezio di Cornus † (mencionado en 649)

### Obispos de Bosa
- Costantino de Castra † (?-1073 nombrado arzobispo de Sassari)
- Pietro I † (antes de 1106-después de abril de 1112)
- Marino † (antes de octubre de 1112-después de 1116)
- Giovanni † (mencionado en 1138)
- Pietro Spanu † (mencionado después de 1139)
- Goffredo † (mencionado en 1170)
- Dionigi † (antes de 1176-después de 1186)
- Anónimo † (antes de 1233-después de 1237)
- Gunnario † (mencionado en 1239)
- Tommaso † (antes de 1259[nota 3]-después de 1262)
- Mazuclo † (mencionado en 1263)
- Giacomo † (mencionado en 1268)
- Anónimo † (mencionado en 1278)
- Michele Sola † (mencionado en 1286 circa)
- Francesco † (mencionado en 1288)[13]
- Pietro II † (?-1304)
- Nicola de Vare † (10 de julio de 1304-después de 1312)
- Giovanni de Clavaro, O.Carm. † (antes de 1327-1340 falleció)
- Nicola † (antes de 1342-después de 1344)
- Raimondo de Gauzens † (?-circa 1349 falleció)
- Pietro III, O.S.B. † (2 de septiembre de 1349-1350 falleció)
- Aimerico † (20 de enero de 1351-1356 falleció)
- Andrea, O.Carm. † (29 de mayo de 1356-1360 falleció)
- Ruggero Piazza, O.F.M. † (21 de julio de 1360-19 de abril de 1363 nombrado obispo de Mazara del Vallo)
- Rainerio de Filippono † (19 de abril de 1363-antes de febrero de 1391 falleció)
- Obediencia romana y pisana:
  - Antonio † (15 de febrero de 1391-1402 falleció)
  - Antonio de Ligios † (8 de noviembre de 1402-1406 falleció)
  - Benedetto, O.S.B. † (26 de mayo de 1406-1407[14])
  - Antonio Sangallo † (29 de julio de 1407-1 de febrero de 1413 nombrado obispo de Strongoli[14])
  - Antonio Stamingo, O.F.M. † (9 de febrero de 1413-2 de abril de 1418 nombrado obispo de Martirano[14])
- Obediencia aviñonesa:
- Ludovico Gervas o Hermats o Gómez, O.P. † (9 de marzo de 1418-1423 falleció)
- Juan Casanova, O.P. † (1424-29 de diciembre de 1425 nombrado obispo de Elna)
  - Sede vacante (1425-1435)
- Giuliano † (22 de agosto de 1435-1445 falleció)
- Tommaso de Rubeo, O.P. † (3 de diciembre de 1445-1449 falleció)
- Francesco Meloni † (4 de junio de 1449-1450 falleció)
- Giovanni Saguini,[15] O.P. † (4 de febrero de 1450-1460 falleció)
- Bernardo Roig † (18 de enero de 1460-?)
- Giovanni de Sallinis, O.F.M. † (17 de junio de 1471-1484 falleció)
- Galcerando Galba † (9 de febrero de 1484-después del 23 de marzo de 1493)
- Pietro di Sorra † (4 de diciembre de 1495-? falleció)
- Giovanni di Sorra † (17 de septiembre de 1516-?)
- Bernardo Gentile, O.P. † † (10 de febrero de 1535-1537 falleció)
- Nicolás de Aragón † (26 de enero de 1537-1541 falleció)
- Baltasar de Heredia, O.P. † (6 de julio de 1541-31 de agosto de 1548 nombrado arzobispo de Cagliari)
- Vincenzo de Leone, O.Carm. † (16 de noviembre de 1548-1556 falleció)
- Antonio Pintor Cavaro † (4 de mayo de 1556-1572 falleció)
- Giovanni Melis, O.F.M.Conv. † (19 de noviembre de 1572-1575 falleció)
- Giovanni Serra, O.E.S.A. † (19 de enero de 1575-1577 falleció)
- Nicola o Nicolò Canyelles o Canelles † (14 de octubre de 1577-1586 falleció)
- José Anglés, O.F.M. † (1 de octubre de 1586-1588 falleció)
- Jerónimo García, O.SS.T. † (11 de mayo de 1588-1589 falleció)
- Giovanni Francesco Fara † (14 de enero de 1591-15 de noviembre de 1591 falleció)
- Antonio Atzori † (1 de septiembre de 1592-1604 falleció)
- Gavino Manca de Cedrelles † (27 de junio de 1605-26 de marzo de 1612 nombrado obispo de Alguer)
- Juan Álvarez Zapata, O.Cist. † (18 de junio de 1612-11 de marzo de 1613 nombrado obispo de Solsona)
- Giovanni Battista de Aquena † (18 de marzo de 1613-1614 falleció)
- Vincenzo Bacallar † (31 de agosto de 1615-1625 falleció)
- Giovanni Atzori † (19 de febrero de 1625-1627 falleció)
- Sebastiano Carta † (29 de noviembre de 1627-1631 falleció)
- Melchiorre Pirella † (12 de mayo de 1631-7 de mayo de 1635 nombrado obispo de Ales y Terralba)
- Giovanni Maria Olmo † (3 de diciembre de 1635-1639 falleció)
- Vicente Agustín Clavería † (27 de junio de 1639-17 de octubre de 1644 nombrado obispo de Alguer)
- Gaspare Litago † (24 de abril de 1645-29 de abril de 1652 nombrado obispo de Ampurias)
- Francisco Camps y Moles † (12 de enero de 1654-1656 falleció)
- Giacomo Capay y Castagner † (28 de enero de 1658-1663 falleció)
- Gavino Cattayna, O.Carm. † (26 de noviembre de 1663-16 de noviembre de 1671 nombrado arzobispo de Sassari)
- Francisco López Urraca, O.E.S.A. † (15 de enero de 1672-13 de septiembre de 1677 nombrado obispo de Alguer)
- Serafino Esquirro † (8 de noviembre de 1677-15 de julio de 1680 nombrado obispo de Ales y Terralba)
- Giorgio Sotgia, O.S.M. † (12 de enero de 1682-1701 nombrado arzobispo de Sassari)[nota 4]
- Gavino de Aquena † (17 de diciembre de 1703-agosto de 1722 o 1723 falleció)
- Nicola Cani, O.P. † (17 de marzo de 1727-marzo de 1737 falleció)
- Giovanni Leonardo Sanna † (30 de septiembre de 1737-octubre de 1741 falleció)
- Francesco Bernardo de Céspedes † (28 de febrero de 1742-25 de enero de 1746 falleció)
- Antonio Amat † (19 de diciembre de 1746-1 de agosto de 1748 falleció)
- Giovanni Battista Machin Espiga † (2 de diciembre de 1748-21 de agosto de 1749 falleció)
- Raimondo Quesada † (19 de enero de 1750-2 de marzo de 1758 falleció)
- Giuseppe Stanislao Concas † (3 de septiembre de 1759-14 de enero de 1763 falleció)
- Giovanni Antonio Borro † (22 de agosto de 1763-enero de 1767 falleció)
- Giovanni Battista Quasina o Coasina † (16 de mayo de 1768-julio de 1785 falleció)
- Giovanni Antonio Cossu, O.S.M. † (19 de diciembre de 1785-16 de agosto de 1796 falleció)
  - Sede vacante (1796-1800)
- Gavino Murru † (11 de agosto de 1800-29 de marzo de 1819 nombrado arzobispo de Sassari)
  - Sede vacante (1819-1823)
- Francesco Tola † (10 de marzo de 1823-23 de febrero de 1843 falleció)
- Antonio Uda † (20 de enero de 1845-2 de diciembre de 1845 falleció)
  - Sede vacante (1845-1871)
- Eugenio Cano † (22 de diciembre de 1871-febrero de 1905 renunció)
- Giovanni Battista Vinati † (16 de enero de 1906-31 de julio de 1916 renunció)
- Angelico Zanetti, O.F.M. † (16 de diciembre de 1916-24 de abril de 1926 falleció)
- Filippo Mantini † (21 de junio de 1926-22 de junio de 1931 nombrado obispo de Cagli y Pergola)
- Nicolò Frazioli † (30 de septiembre de 1931-30 de octubre de 1956 falleció)
- Francesco Spanedda † (23 de diciembre de 1956-17 de marzo de 1979 nombrado arzobispo de Oristán)
- Giovanni Pes † (23 de mayo de 1979-30 de septiembre de 1986 nombrado obispo de Alguer-Bosa)

### Obispos de Alguer
- Pedro Parente † (diciembre de 1503 o 1504-1514 falleció)
- Juan Loaysa † (13 de noviembre de 1514-8 de junio de 1524 nombrado obispo de Mondoñedo)
- Guillermo Casador † (19 de junio de 1525-1527 falleció)[16]
- Domenico Pastorello, O.F.M.Conv. † (27 de enero de 1528-13 de noviembre de 1534 nombrado arzobispo de Cagliari)
- Juan Reina † (13 de noviembre de 1534-5 de junio de 1538 nombrado obispo de Pamplona)
- Durante Duranti † (25 de junio de 1538-18 de febrero de 1541 nombrado obispo de Cassano all'Jonio)
- Pedro Vaguer † (4 de mayo de 1541-1566 falleció)
- Pedro del Frago Garcés † (20 de diciembre de 1566-26 de noviembre de 1572 nombrado obispo de Jaca)
- Antioco Nin † (26 de noviembre de 1572-1578 falleció)
- Andrés Bacallar † (13 de enero de 1578-13 de septiembre de 1604 nombrado arzobispo de Sassari)
- Nicolò Cannavera † (1 de octubre de 1604-1611 falleció)
- Gavino Manca de Cedrelles † (26 de marzo de 1612-29 de julio de 1613 nombrado arzobispo de Sassari)
- Lorenzo Nieto, O.S.B. † (12 de agosto de 1613-25 de octubre de 1621 nombrado arzobispo de Oristán)
- Ambrogio Machin, O. de M. † (15 de noviembre de 1621-20 de septiembre de 1627 nombrado arzobispo de Cagliari)
- Gaspar Prieto Orduña, O. de M. † (6 de octubre de 1627-18 de febrero de 1636 nombrado obispo de Elna)
  - Cipriano de Azcón † (7 de septiembre de 1637-1639 falleció) (obispo electo)
- Antonio Nusco † (28 de febrero de 1639-1642 falleció)
- Vicente Agustín Clavería † (17 de octubre de 1644-1652 falleció)
- Francesco Boyl, O. de M. † (22 de septiembre de 1653-1655 falleció)
- Dionigi Carta-Senes, O.F.M. † (24 de septiembre de 1657-octubre de 1657 falleció)
- Salvatore Mulas Pirella † (9 de junio de 1659-1661 falleció)
- Andrés Aznar Naves, O.E.S.A. † (15 de enero de 1663-16 de noviembre de 1671 nombrado obispo de Jaca)[17]
- Lussorio Roger † (15 de enero de 1672-1676 falleció)
- Francisco López Urraca, O.E.S.A. † (13 de septiembre de 1677-14 de abril de 1681 nombrado obispo de Barbastro)
- Antonio Díaz de Aux, O. de M. † (1 de septiembre de 1681-18 de marzo de 1686 nombrado arzobispo de Cagliari)
- Jerónimo de Velasco, O.S.B. † (1 de abril de 1686-10 de febrero de 1692 falleció)
- José de Jesús María, O.A.D. † (18 de mayo de 1693-1694 falleció)[18]
- Tommaso Carnicer, O.P. † (19 de septiembre de 1695-13 de julio de 1720 falleció)
  - Sede vacante (1720-1726)
- Giovanni Battista Lomellino, O.P. † (16 de diciembre de 1726-17 de agosto de 1729 nombrado obispo de Saluzzo)
- Dionigi Gioacchino Belmont, O.S.M. † (28 de noviembre de 1729-diciembre de 1732 falleció)
- Matteo Bertolini † (5 de mayo de 1733-27 de noviembre de 1741 nombrado arzobispo de Sassari)
- Carlo Francesco Casanova † (27 de noviembre de 1741-17 de mayo de 1751 nombrado arzobispo de Sassari)
- Giuseppe Agostino Delbecchi, Sch.P. † (17 de mayo de 1751-18 de julio de 1763 nombrado arzobispo de Cagliari)
- Giuseppe Maria Incisa Beccaria † (9 de julio de 1764-7 de septiembre de 1772 nombrado arzobispo de Sassari)
- Gioacchino Michele Radicati, O.P. † (7 de septiembre de 1772-19 de mayo de 1793 falleció)
  - Sede vacante (1793-1805)
  - Salvatore Giuseppe Mameli † (11 de agosto de 1800-26 de febrero de 1801 falleció) (obispo electo)
- Pietro Bianco † (23 de septiembre de 1805-28 de mayo de 1827 falleció)
  - Sede vacante (1827-1832)
- Filippo Arrica † (24 de febrero de 1832-29 de enero de 1839 falleció)
  - Sede vacante (1839-1842)
- Efisio Casula † (22 de julio de 1842-1842 renunció)
- Pietro-Raffaele Arduino, O.F.M.Conv. † (30 de enero de 1843-12 de noviembre de 1863 falleció)
  - Sede vacante (1863-1871)
- Giovanni Maria Filia † (24 de noviembre de 1871-22 de octubre de 1882 falleció)
- Eliseo Giordano, O.Carm. † (15 de marzo de 1883-7 de enero de 1906 falleció)
- Giovanni Battista Vinati † (16 de enero de 1906-abril de 1907 renunció)
- Ernesto Maria Piovella, O.SS.C.A. † (15 de abril de 1907-19 de abril de 1914 nombrado arzobispo de Oristán)
- Francesco d'Errico † (5 de agosto de 1914-8 de octubre de 1938 renunció)
- Adolfo Ciuchini, O. de M. † (3 de marzo de 1939-7 de enero de 1967 retirado)
  - Sede vacante (1967-1972)
- Francesco Spanedda † (18 de marzo de 1972-17 de marzo de 1979 nombrado arzobispo de Oristán)
- Giovanni Pes † (23 de mayo de 1979-30 de septiembre de 1986 nombrado obispo de Alguer-Bosa)

### Obispos de Alguer-Bosa
- Giovanni Pes † (30 de septiembre de 1986-18 de febrero de 1993 retirado)
- Antonio Vacca † (18 de febrero de 1993-29 de septiembre de 2006 renunció)
- Giacomo Lanzetti (29 de septiembre de 2006-28 de junio de 2010 nombrado obispo de Alba)
- Mauro Maria Morfino, S.D.B., desde el 31 de enero de 2011

### Sede de Cornus
- (en italiano) Enciclopedia della Sardegna, vol. 3, Sassari, 2007, pp. 71-72 (Columbaris) y 147-149 (Cornus)
- (en italiano) Matteo Poddi, Senafer (Cornus-Cuglieri?), en Raffaela Bucolo (editado por), Le sedi episcopali della Sardegna paleocristiana. Riflessioni topografiche, Rivista di archeologia cristiana 86 (2010), pp. 393-402
- (en italiano) Pier Giorgio Ignazio Spanu, La Sardegna bizantina tra 6 e 7 secolo, Oristán, 1998, pp. 96-102
- (en italiano) Attilio Mastino, La Sardegna cristiana in età tardo-antica, en La Sardegna paleocristiana tra Eusebio e Gregorio Magno: atti del convegno nazionali di studi, Cagliari, 1999, pp. 263-307

### Sede de Bosa
- (en inglés) Ficha de la diócesis de Bosa en www.catholic-hierarchy.org
- (en italiano) Enciclopedia della Sardegna, vol. 2, Sassari, 2007, pp. 59-62
- (en italiano) Giuseppe Cappelletti, Le Chiese d'Italia della loro origine sino ai nostri giorni, vol. XIII, Venecia, 1857, pp. 209-224
- (en italiano) Pietro Martini, Storia ecclesiastica di Sardegna, vol. III, Cagliari, 1841, p. 340-346.
- (en latín) Antonio Felice Mattei, Sardinia sacra seu De episcopis sardis historia, Roma, 1761, pp. 192-206
- (en italiano) Polemone Luigi Bima, Serie cronologia degli arcivescovi e vescovi del Regno di Sardegna, Asti, 1845, pp. 82-88
- (en latín) Pius Bonifacius Gams, Series episcoporum Ecclesiae Catholicae, Graz, 1957, pp. 834-835
- (en latín) Konrad Eubel, Hierarchia Catholica Medii Aevi, vol. 1, p. 141; vol. 2, p. 109; vol. 3, p. 137; vol. 4, p. 118; vol. 5, p. 124; vol. 6, p. 127

### Sede de Alguer
- (en italiano) Enciclopedia della Sardegna, vol. 1, Sassari, 2007, pp. 120-123
- (en italiano) Giuseppe Cappelletti, Le Chiese d'Italia della loro origine sino ai nostri giorni, vol. XIII, Venecia, 1857, pp. 141-154
- (en italiano) Pietro Martini, Storia ecclesiastica di Sardegna, vol. III, Cagliari, 1841, p. 336-340
- (en latín) Antonio Felice Mattei, Sardinia sacra seu De episcopis sardis historia, Roma, 1761, pp. 171-180
- (en italiano) Polemone Luigi Bima, Serie cronologia degli arcivescovi e vescovi del Regno di Sardegna, Asti, 1845, pp. 64-70
- (en latín) Pius Bonifacius Gams, Series episcoporum Ecclesiae Catholicae, Graz, 1957, p. 832
- (en latín) Konrad Eubel, Hierarchia Catholica Medii Aevi, vol. 3, p. 104; vol. 4, p. 78; vol. 5, p. 78; vol. 6, p. 76